# Кавлинов, Денис Юрьевич
Денис Юрьевич Кавлинов (род. 10 января 1995, Элиста) — российский футболист, вратарь казахстанского клуба «Жетысу».

## Карьера
Воспитанник академии «Краснодара». Начинал карьеру во второй команде. В 2016 году на правах аренды перешёл в «Динамо» СПб. По итогам сезона с командой вышел в ФНЛ, где был в составе в «Кубани» и «Роторе», но матчей не проводил. Игровую практику обрел лишь в своей третьей команде ФНЛ — «Химках».
В апреле 2019 года заключил контракт с белорусским клубом высшей лиги «Гомель». Дебютировал 21 апреля в матче четвёртого тура против солигорского «Шахтера» (0:1).
23 января 2023 года подписал контракт с клубом «Елимай».

## Достижения
«Краснодар»
- Бронзовый призёр Чемпионата России: 2014/15

«Динамо» (Санкт-Петербург)
- Победитель группы «Запад» первенства ПФЛ: 2016/17

«Елимай»
- Победитель Первой лиги Казахстана: 2023